# Fortunato de Selgas Albuerne
Fortunato Selgas Albuerne (Cudillero, 21 o 27 de setembre de 1838- Madrid, 7 de novembre de 1921) va ser un empresari, historiador, escriptor i mecenes asturià.

## Biografia
Va néixer en Cudillero, en el si d'una família amb bona posició econòmica. Va ser el penúltim fill dels set que van tenir Juan Selgas Campo (1790-1871) i Josefa Albuerne García (1828-1921).
El seu germà major Ezequiel de Selgas Albuerne va augmentar la fortuna familiar en establir-se a Madrid: va emprendre diversos negocis, va jugar en borsa i va ser un dels inversors del llavors nou barri de Salamanca, una de les majors operacions immobiliàries de la capital. Ezequiel va travar amistat amb altres importants empresaris de l'època com José de Salamanca, el controvertit marquès de Salamanca, i el marquès d'Urquijo, Estanislao de Urquijo i Landaluce.
Gràcies al suport econòmic d'Ezequiel, Fortunato va estudiar batxillerat a Oviedo llicenciant-se el 1856 i ingressant a la Universitat d'Oviedo per estudiar Dret Civil i Canònic llicenciant-se el 1864.
Va establir la seva residència entre Madrid i Cudillero, i gràcies a la fortuna familiar es va dedicar a la història, l'arqueologia i les Belles arts. Va contreure matrimoni amb María Marín Gisbert amb qui va tenir tres fills: Ezequiel, José i Juan Selgas Marín, morint el segon a primerenca edat.
El 1883 Fortunato de Selgas va iniciar la construcció de la residència de la família denominada La Quinta de Selgas en uns terrenys heretats dels seus progenitors, propietat a la qual li van ser afegint altres terrenys on la família va impulsar construccions tals com l'església de Jesús Nazareno, les Escoles Selgas, la Casa Rectoral i la casa caserna de la Guàrdia Civil; totes elles en El Pito, en el concejo de Cudillero.
Fortunato va dirigir juntament amb el seu germà tant la construcció com la decoració del palau, dins d'un estil eclèctic d'influència majorment francesa. Així mateix va emprendre l'adquisició de nombroses obres d'art iniciant d'aquesta forma la impressionant col·lecció d'art de la família, que conté obres de Goya, El Greco, Tiziano, Rubens o Picasso fins a un total de gairebé 200 quadres de les escoles italiana, francesa, flamenca i espanyola dels segles XV al XVIII. Actualment la Quinta de Selgas està oberta com a museu i ha arribat a rebre 24.000 visites anuals, si bé sol tancar en determinats mesos de l'any.
Entre 1912 i 1915 Fortunato va sufragar amb el seu patrimoni la restauració de l'església prerrománica de Sant Julián de los Prados, a Oviedo.
Va ser director del Museu Nacional de Reproduccions Artístiques, membre de la Reial Acadèmia de la Història (des de 1885), de la de Reial Acadèmia de Belles artes de San Fernando (des de 1906) i la de Ciències Històriques de Toledo. Va renunciar al títol de comte de Selgas, proposat per la Diputació d'Astúries, Ajuntament de Cudillero, d'Oviedo i Muros.
Va morir a Madrid el 1921 sent el seu cos traslladat al panteó familiar situat a la cripta de l'Església de Jesús Nazareno.